# Aérodrome de Pierrelatte
L’aérodrome de Pierrelatte (code OACI : LFHD) est un aérodrome du département de Drôme, situé à Pierrelatte.

## Situation
L'aérodrome est situé à 3 km nord-nord-est de Pierrelatte.

## Agrément
L'aérodrome de Pierrelatte fait partie de la liste no 1 (aérodromes ouverts à la circulation aérienne publique) des aérodromes autorisés au 31 janvier 2010 (décret : NOR :DEVA1012766K ).

## Utilisation
L'aérodrome est ouvert aux avions, planeurs, ULM. On y pratique aussi de la voltige aérienne et de aéromodélisme.

## Infrastructures
L'aérodrome est doté de deux pistes parallèles orientées nord-sud la plus longue pour les avions : 18R/36L (QFU 183/003) de 1 200 m de long sur 80 m de large et l'autre pour les planeurs 18L/36R (QFU 183/003) de 1 100 m de long sur 85 m de large toutes deux non revêtues.
Une troisième piste parallèle de 250 m de long pour les ULM et enfin une bande bitumée pour les modèles réduits.
L'aérodrome n'est pas agréé pour le VFR de nuit.
Seul le ravitaillement en AVGAS 100LL est possible. Il n'y a ni douanes, ni police, mais un SSLIA (Service de sauvetage et de lutte contre l'incendie des aéronefs sur les aérodromes) niveau 1.
Pas de service de contrôle, le trafic s'effectue sur la fréquence d'auto-information : 118.98 Mhz.
Le gestionnaire de l'aérodrome est : SITA (Syndicat Intercommunal du Terrain d'Aviation).

## Rattachements
Pierrelatte est un petit aérodrome ne disposant pas de services de la DGAC. Pour l'information aéronautique, la préparation des vols et le dépôt des plans de vol il est rattaché au BRIA (Bureau régional d'information aéronautique) de l'aéroport de Lyon-Saint-Exupéry.  Le suivi des vols sous plan de vol et le service d'alerte sont assurés par le BTIV (Bureau de télécommunications et d'information de vol) du Centre en route de la navigation aérienne Sud-Est situé à Aix-en-Provence.

## Aéroclubs et activités
Sur l'aérodrome est présent l'aéroclub les Ailes Tricastines (fondé en 2018) qui possède un avion, un quadriplace Cessna 172 (F-GCNT)
Sur l'aérodrome zone de parachutage 438 (lever au coucher du soleil, FL130).
Un axe de Voltige no 6803 (de jour, FL45/2 200ft).
Une zone d'aéromodélisme no 9815 (7 h au coucher du soleil, 330 ft AFSC).
Sur l'aérodrome est présent le Club ULM :  Club ULM DU TRICASTIN